# Nico Olsthoorn
Nicolaas Petrus Maria (Nico) Olsthoorn (Naaldwijk, 30 januari 1928 – Hoek van Holland, 14 juni 2011) was een Nederlands langebaan- en marathonschaatser. 
Olsthoorn nam tussen 1947 en 1956 deel aan het Nederlands kampioenschap allround met een vierde plaats in 1954 als beste resultaat. Hij nam op de 1500 meter deel aan de Olympische Winterspelen 1956 in het Italiaanse Misurina. Aanvankelijk had de KNSB besloten om Olsthoorn niet deel te laten nemen omdat hij niet in goede vorm was, maar omdat zijn deelname het mogelijk maakte om met twee Nederlanders in een startgroep te rijden mocht hij toch deelnemen. Olsthoorn eindigde als 49e van de 54 deelnemers. Hij won in 1950 de 2e Tien dorpentocht. 